# Калжыр (аул)
Калжыр (каз. Қалжыр, до 199? г. — Черняевка) — аул в Куршимском районе Восточно-Казахстанской области Казахстана. Административный центр Калжырского сельского округа. Код КАТО — 635263100.

## Население
В 1999 году население аула составляло 2127 человек (1085 мужчин и 1042 женщины). По данным переписи 2009 года, в ауле проживало 1576 человек (779 мужчин и 797 женщин).